# Pampa curvipennis excellens
El colibrí tuxtleño, colibrí colilargo, fandanguero colilargo, fandanguero cola larga o fandanguero tuxtleño (Pampa curvipennis excellens) es una subespecie de ave apodiforme en la familia Trochilidae —los colibríes— perteneciente al género  Pampa, anteriormente situada en  Campylopterus . Es endémica de México. Esta subespecie es considerada por algunos autores como una especie plena, ya que es más grande y su cola es más larga.

## Distribución y hábitat
Se distribuye por una pequeña zona del sureste de México centrada en la Sierra de los Tuxtlas, Jesús Carranza y Uxpanapa (sur de Veracruz) y este de Oaxaca.
Habita el interior y los bordes de bosques nubosos y bosques húmedos siempreverdes, entre 260 y 1000 m de altitud.

## Sistemática

### Descripción original
La subespecie P. curvipennis excellens fue descrita por primera vez por el ornitólogo estadounidense Alexander Wetmore en 1941 bajo el nombre científico Pampa pampa excellens; su localidad tipo es: «volcán San Martín, 3300 pies, montañas Tuxtla, Vera Cruz, México».

### Etimología
El nombre genérico Pampa proviene del nombre específico Ornismya pampa, que por su vez deriva del nombre francés «Campyloptère Pampa» designando a la especie por Lesson, 1832, en la creencia errónea de que provenía del interior de las «pampas» de Argentina; y el nombre subespecífico «excellens», en latín significa ‘notable’, ‘eminente’.

### Taxonomía
El presente taxón es tratado como subespecie por la mayoría de las clasificaciones. Sin embargo, los análisis genéticos proporcionados por González et al. (2011) mostraron claramente que las tres subespecies aisladas geográficamente (curvipennis, excellens y pampa) son linajes genéticamente independientes sin signos claros de flujo génico contemporáneo (aunque es necesario trabajar en las zonas de probable contacto secundario). La subespecie pampa es genéticamente la más distinta de los tres taxones y divergió de curvipennis y excellens hace 1,47 millones de años. Los taxones más similares, aunque genéticamente independientes, son curvipennis y excellens, que divergieron hace 0,52 millones de años. Los tres linajes son también vocalmente divergentes. La clasificación del Congreso Ornitológico Internacional (IOC) trata a pampa como la especie separada Pampa pampa.  La propuesta 2022-A-5 al Comité de Clasificación de Norte y Mesoamérica (N&MACC) recomienda el reconocimiento de P. pampa como especie separada con base en las diferencias genéticas y experimentos de respuesta al «play-back» y el tratamiento de P. excellens como subespecie, con base en las pocas diferencias genéticas.